# Ahmed I
Ahmed I (Manisa, 18 april 1590 – Constantinopel, 22 november 1617) was de veertiende sultan van het Ottomaanse Rijk. Naar hem is de Sultan Ahmetmoskee (Blauwe moskee) in Istanboel vernoemd. Ahmed's regering was de eerste die een einde maakte aan de Ottomaanse traditie van broedermoord in de koninklijke familie. Voortaan zouden de Ottomaanse sultans niet langer systematisch hun broers executeren bij hun troonsbestijging. 

## Biografie
In april 1590, werd Ahmed geboren in het paleis van Manisa, toen zijn vader Mehmet III, nog prins was. Zijn moeder was Handan Sultan. Na de dood van zijn grootvader Murat III in 1595, trok zijn vader naar Constantinopel en besteeg de troon. Zijn vader beval de executie van zijn 19 broers. Zijn oudere broer Şehzade Mahmud, werd door zijn eigen vader vermoord op 7 juni 1603, kort voordat hij zelf stierf op 22 december 1603. 
Ahmed kwam in een tijd van verval voor het Ottomaanse Rijk aan de macht. Zijn overgrootvader Selim II was erg decadent en lui geweest. Hij had het rijk laten verzwakken door niet ten strijde te trekken en corruptie toe te staan. Hij was ook verkwistend en deed niets om de economie te onderhouden. Zijn grootvader Murat III had corruptie in de hand gewerkt door ambten te verkopen en er waren grote paleisintriges, opstanden en inflatie ontstaan. De buitenlandse positie van het Ottomaanse Rijk verslechterde ook telkens.
In het begin leek het erop dat Ahmed I een hardwerkende en slimme heerser was, maar ook hij bleek in zijn handelen inactief en ongeoefend te zijn en hij trok evenmin zelf ten strijde. Hij vertoonde een hoop van de gebreken van zijn voorgangers. Hij stelde ongeoefende militairen aan en deed niet genoeg om de economie of bureaucratie te herstellen, en het verval van het rijk zette door. Hij had ook veel problemen van zijn corrupte voorgangers overgenomen. Hij had te maken met meerdere opstanden, corruptie en zware oorlogen. Hij was echter wel de meest effectieve heerser sinds Süleyman I; hij was in staat de opstanden te onderdrukken en hij liet ook een aantal viziers executeren. Hij verbande ook een aantal hovelingen wegens omkoping en intriges en was als eerste sultan sinds Süleyman I betrokken bij de administratie van het rijk, waarvan hij de administratie liet verbeteren. Hij was echter ook heel spilzuchtig en gaf te veel geld uit aan allerlei bouwwerken zoals de Blauwe of Sultan Ahmetmoskee naast de Hagia Sophia.
De buitenlandse politiek verliep nog  slechter. De oorlog met Oostenrijk leidde tot een wapenstilstand voor 20 jaar (1602), maar Oostenrijk hoefde geen schatting meer te betalen. De strijd met Perzië werd afgesloten met een vrede, waarbij de sultan Georgië en Azerbeidzjan moest afstaan. Ook was hij gedwongen Nederland, Venetië en Frankrijk meer handelsconcessies binnen het rijk toe te staan.  Hij breidde de handelsconcessies die aan Frankrijk waren toegekend uit, door te specificeren dat handelaars uit Spanje, Ragusa, Genua, Ancona en Florence onder Franse vlag handel konden drijven met het Ottomaanse rijk. In 1612 ontving de sultan de eerste gezant van de Republiek der Zeven Verenigde Nederlanden, Cornelis Haga.
Ahmed I werd opgevolgd door zijn broer Mustafa I.